# Горяїнов Олексій Іванович
Олексій Іванович Горяїнов (нар. 14 грудня 1929, село Новоселівка?, тепер Магдалинівського району, або місто Дніпропетровськ Дніпропетровської області — 21 січня 2010, місто Кременчук) — український радянський діяч, генеральний директор Кременчуцького «АвтоКрАЗу». Депутат Верховної Ради УРСР 10—11-го скликань. Член Ревізійної комісії КПУ в 1981—1990 р.

## Біографія
У 1953 році закінчив Дніпропетровський інститут інженерів залізничного транспорту імені Калініна.
У 1953—1954 роках — інженер Муромської дистанції колії Горьковської залізниці РРФСР.
У березні 1954 — 1977 року — майстер бюро технічного контролю Кременчуцького мостового заводу Полтавської області, головний інженер, начальник відділу капітального будівництва, заступник директора Кременчуцького автомобільного заводу імені 50-річчя Радянської України.
Член КПРС з 1957 року.
У 1977—1989 роках — генеральний директор Кременчуцького об'єднання по виробництву великовантажних автомобілів «АвтоКрАЗ» Полтавської області.
3 1989 року — на пенсії в місті Кременчуці Полтавської області.
Помер 21 січня 2010 року в Кременчуці. Похований на Новоміському кладовищі.

## Нагороди
- орден Жовтневої Революції
- орден Трудового Червоного Прапора
- заслужений машинобудівник Української РСР
- медалі
- почесний громадянин міста Кременчука (2009)